# Empusa (mitologia)
Empusa (gr. Έμπουσα Empousa, łac. Empusa) – w mitologii greckiej bogini strachu, widmo w królestwie Hadesa, boga zaświatów.
Miała stopę z brązu. W nocy opuszczała podziemie, a na ziemi zabijała podróżnych i wysysała ich krew, wcześniej przybierając różne postacie (np. ukazywała się ludziom w postaci cienia osoby zmarłej) i wabiąc ich w różne miejsca. Podobno zjadała też ich zwłoki. Nie znamy jej rodziców, ale wiemy, że jej przełożoną była Hekate, bogini o trzech głowach i trzech ciałach. Empusa towarzyszyła jej w nocnych wędrówkach po ziemi.

## Występowanie w kulturze
Empusy wystąpiły w powieści Olgi Tokarczuk pod tytułem Empuzjon.